# Бейсін (Монтана)
Бейсін (англ. Basin) — переписна місцевість (CDP) в США, в окрузі Джефферсон штату Монтана. Населення — 199 осіб (2020).

## Географія
Бейсін розташований за координатами 46°17′0″ пн. ш. 112°17′14″ зх. д. / 46.28333° пн. ш. 112.28722° зх. д. (46.283415, -112.287154).  За даними Бюро перепису населення США в 2010 році переписна місцевість мала площу 33,00 км², уся площа — суходіл.

### Клімат
| Клімат : Бейсін                                         | Клімат : Бейсін | Клімат : Бейсін | Клімат : Бейсін | Клімат : Бейсін | Клімат : Бейсін | Клімат : Бейсін | Клімат : Бейсін | Клімат : Бейсін | Клімат : Бейсін | Клімат : Бейсін | Клімат : Бейсін | Клімат : Бейсін | Клімат : Бейсін |
| Показник                                                | Січ.            | Лют.            | Бер.            | Квіт.           | Трав.           | Черв.           | Лип.            | Серп.           | Вер.            | Жовт.           | Лист.           | Груд.           | Рік             |
| Середній максимум, °C                                   | 1,1             | 3,9             | 7,2             | 12,8            | 17,8            | 22,8            | 28,3            | 27,8            | 21,7            | 15,0            | 6,1             | 1,7             | 13,9            |
| Середній мінімум, °C                                    | −12,2           | −10             | −7,2            | −2,8            | 1,7             | 6,1             | 8,9             | 7,8             | 2,8             | −2,2            | −7,8            | −11,7           | −2,2            |
| ------------------------------------------------------- | --------------- | --------------- | --------------- | --------------- | --------------- | --------------- | --------------- | --------------- | --------------- | --------------- | --------------- | --------------- | --------------- |
| Джерело: National Centers for Environmental Information |                 |                 |                 |                 |                 |                 |                 |                 |                 |                 |                 |                 |                 |

## Демографія
Згідно з переписом 2010 року, у переписній місцевості мешкало 212 осіб у 99 домогосподарствах у складі 53 родин. Густота населення становила 6 осіб/км².  Було 122 помешкання (4/км²).
Расовий склад населення:
| - 94,3 % — білих - 0,9 % — корінних американців - 0,5 % — чорних або афроамериканців - 0,5 % — азіатів |

До двох чи більше рас належало 3,8 %. Частка іспаномовних становила 1,9 % від усіх жителів.
За віковим діапазоном населення розподілялося таким чином: 21,7 % — особи молодші 18 років, 67,0 % — особи у віці 18—64 років, 11,3 % — особи у віці 65 років та старші. Медіана віку мешканця становила 43,7 року. На 100 осіб жіночої статі у переписній місцевості припадало 101,9 чоловіків;  на 100 жінок у віці від 18 років та старших — 115,6 чоловіків також старших 18 років.
Середній дохід на одне домашнє господарство  становив 39 806 доларів США (медіана — 31 875), а середній дохід на одну сім'ю — 49 426 доларів (медіана — 45 000). Медіана доходів становила 32 083 долари для чоловіків та 29 250 доларів для жінок. За межею бідності перебувало 26,9 % осіб, у тому числі 66,0 % дітей у віці до 18 років та 15,6 % осіб у віці 65 років та старших.
Цивільне працевлаштоване населення становило 96 осіб. Основні галузі зайнятості: освіта, охорона здоров'я та соціальна допомога — 36,5 %, публічна адміністрація — 14,6 %, мистецтво, розваги та відпочинок — 13,5 %.